# Ватолиха
Ватолиха — деревня в Торопецком районе Тверской области России. Входит в состав Кудрявцевского сельского поселения.

## География
Деревня расположена в западной части района. Расстояние до Торопца по прямой — 26 км, по автодороге — около 35 км). Ближайшие населённые пункты — деревни Мишково и Старинка.

### Климат
Деревня, как и весь район, относится к умеренному поясу северного полушария и находится в области переходного климата от океанического к материковому. Лето с температурным режимом +15…+20 °С (днём +20…+25 °С), зима умеренно-морозная −10…−15 °С; при вторжении арктического воздуха до −30…-40 °С.
Среднегодовая скорость ветра 3,5—4,2 метра в секунду.

### Часовой пояс
Деревня Ватолиха, как и вся Тверская область находится в часовой зоне МСК (московское время). Смещение применяемого времени относительно UTC составляет +3:00.

## История
На топографической карте Фёдора Шуберта, изданной в 1871 году обозначена деревня Ватолиха. Имела 6 дворов.
На карте РККА 1923—1941 годов обозначена деревня Ватолиха. Имела 15 дворов.

## Население
| 2010 |
| ---- |
| 21   |